# Такла, Филипп
Филипп Такла (фр. Philippe Takla; 3 февраля 1915, Зук-Микаэль, Ливан, Османская империя — 10 июля 2006) — ливанский государственный деятель, неоднократно занимавший должность министра иностранных дел Ливана.

## Биография
Родился в христианской греко-православной семье. Получил юридическое образование в Бейрутском университете. С 1935 по 1945 год занимался адвокатской практикой.
В 1945 году был впервые избран в парламент, переизбирался в 1947 и 1957 годах.
Неоднократно входил в состав правительства Ливана:
- 1948—1951, 1951—1952 и 1959—1950 гг. — министр экономики,
- 1951—1952 гг. — министр финансов,
- 1952, 1958, 1960—1964, 1964—1965, 1966, 1974—1975, 1975—1976 гг. — министр иностранных дел Ливана,
- 1959—1960, 1966 гг. — министр юстиции,
- 1964 г. — председатель Центрального банка.

В 1967 году — постоянный представитель Ливана при ООН, в 1968—1971 годах — посол во Франции.
Занимая пост главы внешнеполитического ведомства в кабинете Рашида Караме, стремился к прекращению вспыхнувшей Гражданская войны и перемирию между христианами-фалангистами, с одной стороны, и палестинцами, — с другой.
В 1976 году принял решение об уходе из политики.
Умер 10 июля 2006 года в возрасте 91 года. Его тело было похоронено в Зук-Михаэле.